# Samantha Henry-Robinson
Samantha Henry-Robinson, jamajška atletinja, * 25. september 1988, Kingston, Jamajka.
Nastopila je na olimpijskih igrah leta 2012 ter osvojila srebrno medaljo v štafeti 4×100 m. V isti disciplini je prav tako osvojila srebrno medaljo na panameriških igrah leta 2015.